# Maszunaga Sizuto
Maszunaga Sizuto (Kure, 1925. – ?, 1981) japán siacu-gyakorló és siacuról szóló könyvek szerzője.
1925-ben Kuréban született, Hirosima prefektúrában. Pszichológiából diplomázott 1949-ben a Kiotói Egyetemen. 1959-ben elvégezte a Japán Siacu Iskolát, majd pszichológiát és siacut tanított ott. Emellett pszichológiát tanított a Tokiói Egyetemen. Maszunaga siacu-gyakorló családban nőtt föl, édesanyja Tamai Tempakuval tanult, a siacu kifejezés megalkotójával, a Shiatsu Hó (Ujjnyomástechnika) szerzőjével.
Maszunaga alapította a Zen Siacu és az Iókai Siacu Center iskolákat Taitóban. Könyvet írt Shiatsu címmel, amelyet Óhasi Vataru fordított angolra Zen Shiatsu címmel. Észak-Amerikában és Európában 1977-ben jelent meg. Maszunaga több könyvet írt a siacuról. 57 évesen halt meg 1981. július 7-én vastagbélrákban.